# Munizip Mizda
Das Munizip Mizda, arabisch مزدة, DMG Mizda, ist eine ehemalige Verwaltungsgliederung im Nordwesten der Libysch-Arabischen Republik. Es wurde 2007 Hauptbestandteil des neugebildeten Munizips al-Dschabal al-Gharbi, dessen Hauptstadt Gharyan ist.

## Geographie
Im gesamten Gebiet von Mizda lebten 41.476 Menschen (Stand 2003) auf einer Fläche von insgesamt 72.180 km². Mizda grenzte an folgende ehemalige Munizipien:
- Munizip Bani Walid – Nordosten
- Munizip Surt – Osten
- Munizip al-Dschufra – Südosten
- Munizip Wadi asch-Schati’ – Süden
- Munizip Ghadamis – Westen
- Munizip Nalut  – Nordwesten, südlich davon Yafran
- Munizip Yafran – Nordwesten, nördlich davon Nalut
- Munizip Gharyan – Norden
- Munizip Tarhuna wa-Msalata – Nordosten